# 瞽女

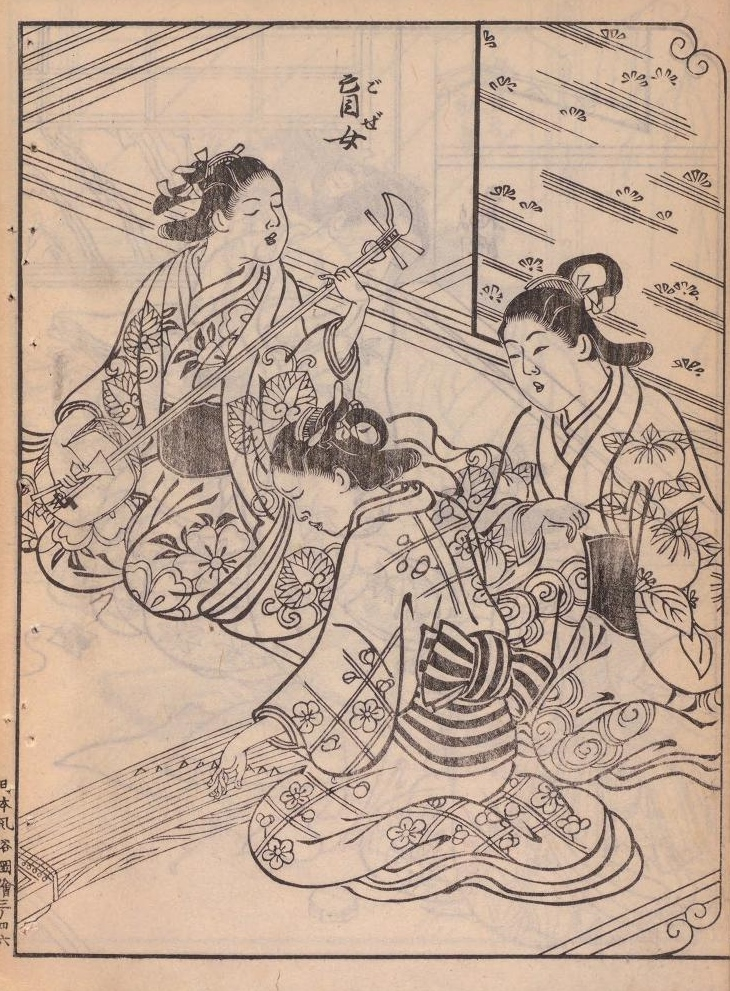
盲女 / 黒川真道編纂『日本風俗図絵』第3輯（1914-1915年〈大正3-4年〉刊行）に掲載の一図。
大尽（富豪、あるいは、遊廓で大金を使う客。）の酒宴に招かれた3名の瞽女が、舞踊を披露する舞子（舞妓。※この図の左ページに描かれている。）と気を合わせて箏や三味線を爪弾いている。ここでの彼女らは流行りの髪型と豪奢な着物で美しく装っている。

瞽女（ごぜ）は、目明きの手引きに連れられて、三味線を携えて僻陬の村々を唄をもって渡り歩いた日本の女性の盲人芸能者を意味する歴史的名称。その名は「盲御前（めくらごぜん）」など、中世以降の貴族などに仕える女性の敬称である「御前」に由来する説と、中国王朝の宮廷に務めた盲目の音楽家である「瞽師」や「瞽官」の読みから転じた「瞽女（こじょ）」に由来する説がある。
近世までにはほぼ全国的に活躍し、20世紀には新潟県を中心に北陸地方などを転々としながら三味線、ときには胡弓を弾き唄い、門付巡業を主として生業とした旅芸人である。女盲目（おんなめくら）と呼ばれる場合もある。

## 歴史

### 近代以前
瞽女の起源は不詳であるが、室町時代前期に書かれた『看聞日記』には「盲女」と記され、同後期に書かれた『文明本節用集』には「御前コゼ 女盲目（ごぜん こぜ おんなめくら）」と記され、同末期に描かれた『七十一番職人歌合』にも、鼓を打ちながら『曾我物語』を語る姿が描かれている。近世では三味線や箏を弾くのが普通となった。元禄年間の頃には、都や町中では富家の子女に弾き方を教えたり、宴席で演奏を行うことが多くなる一方で、農村地方では、都で流行った浄瑠璃を、後述する「クドキ」として弾き語りながら村々を渡り歩くことを生業とした。この瞽女の演目（瞽女唄）のひとつである「クドキ（口説節）」は、浄瑠璃から影響を受けた語りもの音楽であるが、義太夫節よりも歌謡風になっている。江戸時代の瞽女は越後国高田（上越市）や長岡（長岡市）、駿河国駿府（静岡市）では有渡郡府中下魚町金米山宝台院傍らに屋敷を与えられて一箇所に集まって生活しているケースがあり、これを「瞽女屋敷」と称した。当道座の地方組織の成立に伴い、各地の城下町や門前町、宿場町に独立した瞽女の組織が結成されたが、それを束ねる全国組織は存在せず、幕府も地域の慣行に合わせる形で管理を各藩に委ね、各藩も当道座の地方組織の座元に取り締まりを一任したが、実態は各々の座元に従属した瞽女頭が組織を束ね、揉め事の際は当道座が介入する形が主であった。師匠となる瞽女のもとに弟子入りして音曲や技法を伝授されるという形態をとった。親方となる楽人（師匠）は弟子と起居をともにして組をつくり、数組により座を組織した。説経節の『小栗判官』や「くどき」などを数人で門付演奏することが多く、娯楽の少ない当時の農村部にあっては、瞽女の巡業は少なからず歓迎された。また、江戸時代中期・後期の瀬戸内地方にいた瞽女の多くは広島藩、長州藩あるいは四国地方の多くの藩から視覚障害者のための「扶持」を受けたといわれる。
近世の江戸時代に於いて、瞽女は東北地方のイタコと棲み分けるように、福島県と新潟県より南域から九州・四国にかけての広域で活動していた。江戸には神田豊島町槇野などに瞽女頭があり、武州の比企郡や入間郡の松山座には100人規模の瞽女が所属していた。東海地方では、遠州の三島金谷町観法寺門前に瞽女が十数人規模で集団生活しており、駿河の沼津三枚橋裏と、三河の西尾町会ゲ山には瞽女屋敷が存在していた。甲府の城下町には近習町（現在の旧横近習町）と飯田新町（現在の寿町宝二丁目）に各1組が居住していた。飛騨の高山には一之町に文政2年（1819年）、8軒20人の瞽女が居住し、能登の羽昨と鹿嶋の両郡内には文化11年（1814年）当時、94人の瞽女が居住し、若狭の小浜には天和3年（1683年）当時、22人の瞽女がいたとされる。越後の糸魚川には3軒の座本とと呼ばれた親方家があったとされる。福島県の相馬瞽女は越後の瞽女に系譜が繋がり、瞽女の宿泊所を通じて弟子入りした者が、独立して地元で活動して派生したものである。
信州一帯の瞽女については、飯田（現在の飯田市）に天保2年（1831年）、領民の寄進によって瞽女長屋が造成され、8組20数人が居住していた。飯田の瞽女が農村へ巡業する際は、夏場は麦、秋と冬には米が支給され、庄屋や名主の家で寝泊まりをしたとされる。同じく諏訪の瞽女長屋には、諏訪藩領内の盲女しか入居ができず、諏訪の瞽女が村々へ巡業する際は、巡業の時期は春と秋の2回、宿泊は各庄屋の家、施しは各戸1人の瞽女に米2掴み、各家は繁忙期でも茶を淹れて対等の挨拶をする習わしがあった。松本には瞽女屋敷が2か所あり、松本の瞽女は松本藩の領内のみで巡業を行い、米や金銭を要求することはなかった。これは各村の庄屋たちが、春と秋に麦や米を、瞽女屋敷に扶持として決まった量を支給していたためで、巡業が御礼回りの意味を兼ねていたからである。そのため瞽女たちは巡業の際、必ず各庄屋の家で寝泊まりをしていたとされる。
駿府瞽女は、関ヶ原の戦いにて徳川家康の御前で勝どき節を唄い、褒賞として屋敷地を与えられたことに端を発するとされているが、史実か否かは定かでないという。また、2代将軍徳川秀忠の生母である西郷局は、極度の近眼だったこともあって、似た境遇を持つ瞽女の保護に努め、死後もその遺志が継承されて、毎年の正月と盆には彼女の菩提寺である竜泉寺境内の宝台院にて、駿府一帯の瞽女たちを集めて馳走を行うことが近世を通じた習わしとなっていた。その後、天保年間の頃には「ごぜ派」「かしわ派」「なきの派」の3派に分かれていたとされる。
高岡瞽女は、元の呼び名は「せいこ」で、加賀の萬松山永福寺（松寺）や越中高岡の開正寺の境内に居住して「松寺瞽女」とも呼ばれていたが、慶長年間（1596年～1614年）に松寺の要請で、高岡の横川原町（現在の川原町）に移住した。初め瞽女たちは「延対寺」や「古寺」と称する十数の楼軒を連ねていたが、弦や唄で生計を立てる盲女がいたのは初期の頃で、次第に目明きの瞽女たちに取って代わられ、やがては瞽女という言葉は看板のみの存在となり、「手引女」と称する遊女たちを囲うようになってからは、横川原町は花柳町として栄え、幕末期には「瞽女町」と蔑称されるようになった。
大寺瞽女は、美濃国の3派（「日野派」「大寺派」「権現派」）の1つで、起源は、一条天皇の皇女とされる行智比丘（行智尼）が蟹之大寺（願興寺 (岐阜県御嵩町)）を建立し、薬師如来を祀ったが、比丘尼の侍女であった「春光」「丹寿」「五位」の3人が無断で本尊を見ようとして盲目となり、比丘尼が憐んで盲曲を授け、薬師如来の布教に務めるよう、生活の糧にしたことに始まるという。大寺瞽女は可児郡御嵩町大寺山願興寺領内の瞽女屋敷に居住し、比丘尼を通じて寺との結びつきを強め、大寺山の山号を派名とした寺院系瞽女であり、寺院寄食から芸能者として村落を巡回する発展を遂げている。

### 近代以降

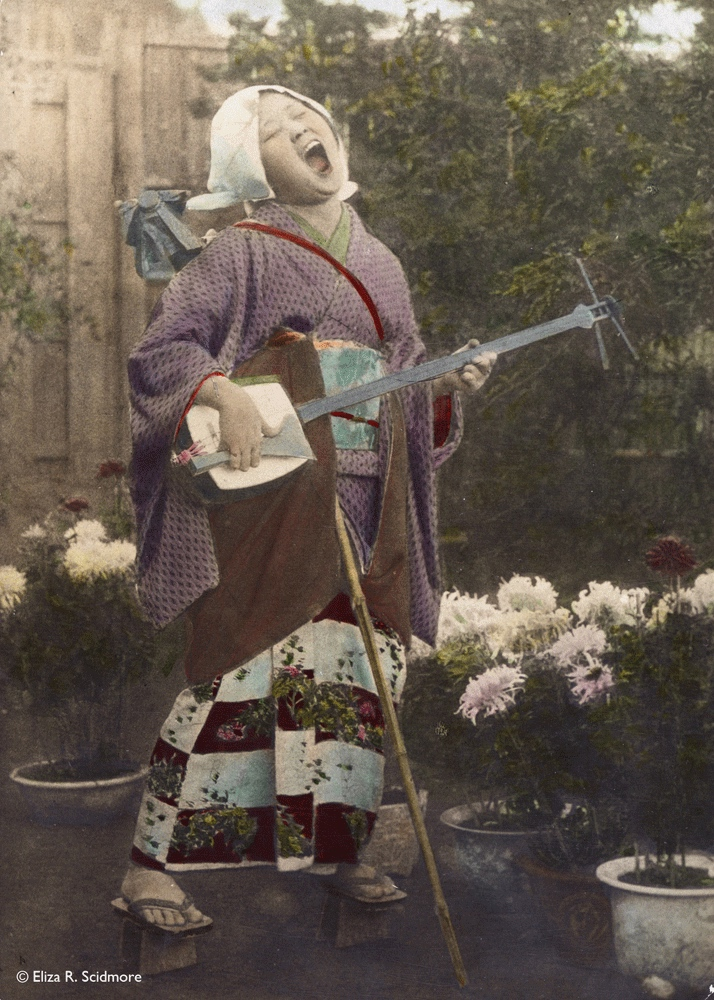
Goze Singing in Chrysanthemum Garden（意訳: 菊咲く庭で歌う瞽女）
瞽女の手彩色写真。アメリカの雑誌『ナショナルジオグラフィック』1912年4月号に掲載された1枚である。元の写真は写真家エリザ・シドモアが寄稿したもので、恐らくは同年に撮影されている。

越後（新潟県）には長岡瞽女（ながおか ごぜ）と高田瞽女（たかだ ごぜ）の2派が大きくその組織を形成していた。また、山梨県には甲府の横近習町・飯田新町の総数200人を超える大きな組も存在した。長野県では飯田、松本、松代など、岐阜県では高山など、静岡県では駿府、沼津、三島など、愛知県、千葉県、埼玉県、群馬県、福岡県などに多数の小さな組合があった。
長岡瞽女を一例に取ると、戦前は伝染病や栄養不良による後天性の失明者が多く、戦後の医療向上、衛生環境の整備、公衆衛生の概念普及によって失明は先天性に限られるなど大幅に減少した。明治以降の盲目の女性は、阿賀北地域では巫女か瞽女しか職業選択がなく、夜の仕事でもある按摩を選択する女性は少数だったが、米沢市周辺では巫女と按摩になる女性が多数で、瞽女は少数だった。当時は平均寿命が短く、失明者の娘を持つ両親は、親が健在なうちに子どもを早期に自活させる必要があり、瞽女宿が無償で利用できるなど、一人前の瞽女になれば食うに困らず、稼げば土地や家を買え、家庭を持つ者もいたことから、芸能者の道を選ぶ者は多かった。
生活手段として三味線を片手に各地を巡り、『葛の葉子別れ』等の説話やその土地の風俗や出来事などを弾き語りしたり、独特の節回しを持つ「瞽女唄（ごぜうた）」にして唄い語るもので、まだテレビやラジオが普及していなかった時代、新潟県内だけでなく、群馬県や東北地方など、主に豪雪地帯の村落などで農閑期に現われる娯楽の一端であった。
明治時代から昭和の初期には多数の瞽女が新潟県を中心に活躍していた。この頃の代表的な瞽女に伊平タケがいる。伊平タケは開局間もないNHKに出演し、SPレコードの吹込みを行なった。1871年（明治4年）11月に太政官布告で盲官廃止令が出され、男性の盲人は鍼按業や芸能の同業組合の1つとして再編されたが、瞽女は特権官位を持たず、影響を受けなかったため、救済措置のないまま近代化への対応が遅れることとなり、物乞いに走る者も現れた。
第二次世界大戦後、ほとんどの瞽女は廃業後に転職したために、その数は急速に減少したが、越後地方では長らく存続し、上越地方の中頸城郡大潟町土底浜の「土底組」、中頸城郡吉川町西野島の「西野島組」、東頸城郡大島村五軒角間や田麦の「田麦組」が存在して、主に生家で居住していた。「土底組」は「浜瞽女」と呼ばれ、大島村の瞽女は「山瞽女」と総称されていたという。中越地方の刈羽郡から三島郡には刈羽瞽女が、下越地方には南蒲原郡と三条に「三条組」、その他に「新津組」と呼ばれた瞽女組織が存在した。また、阿賀北地域には明治以降、50人超の瞽女が存在し、人手不足の際は組変えをするなどして巡業を続けていたが、管理機構を持つには至らなかったという。彼女たちは、年季が明ければ結婚が認められ、弟子を持って商売をすることも許された。その自由さは、長岡組の瞽女たちから「ハズレ瞽女の溜まり」と嫉妬される程であった。結婚した瞽女の多くは、近所の祭りや日待に出て営業を行ったが、子連れで旅巡業を行った者もいた。
小林ハルはその中で最後まで活躍した長岡瞽女であった。後年、小林ハルは唯一の長岡瞽女唄伝承者として、その継承と保存に尽力した（数少ない音源の多くも彼女のものである）。またハルの故郷である新潟県三条市には保存会も存在し、日本の伝統芸能の一つである「長岡瞽女唄」を後世に伝承すべく、精力的に活動を続けている。
長岡瞽女の由来は、長岡城主を輩出した牧野家の生まれ（正室の息女とも側室の子女とも言われ、定かではない）である「ごい」と呼ばれた盲目の女性が、家臣だった山本家の養女となり、元禄年間の末期に成人すると、長岡城下の柳原町へ分家し、1725年（享保10年）に古志・三島・刈羽・魚沼・頸城の5郡内と牧野家本領、牧野家預かりの村々を統括する瞽女頭となって「山本ごい」を名乗り、瞽女屋と呼ばれた大邸宅を構えていたが、1728年（享保13年）に放火によって発生した長岡町大火（放火犯の名を取って三蔵大火とも呼ぶ）の火元であったことから町払いを命じられたため、大工町裏の畑60坪（約200㎡）を赤川村の地続きの地籍とすることで、その地に瞽女屋を再建した。後に寺社奉行から許可を得た上で「カサマ」の呼称を得て、毎年の3月7日に妙音講と称して傘下の瞽女たちを集め、規約の読み聞かせや組合からの申し立てなどを査定するようになったことに始まるとされ、「山本ごい」の名は後に名跡となった。ただし史実か否かは疑念が残り、多くの瞽女たちの由来書のように、高位の存在である牧野家に精神的支柱を求めた由縁で製作とされたものとされる。明治時代、長岡瞽女は最盛期の明治20年代には400人以上の組員を擁する越後最大の瞽女組織であった。統括する長岡組は大工町瞽女組合を組織基盤としたが、1893年（明治31年）『中越瞽女矯風会』として組織の再編成を行い、より厳格な統治体制を確立するに至った。しかし明治末期ごろから衰退の兆候が見え始め、太平洋戦争に突入すると瞽女たちの転廃業が加速して70～80人規模に、1945年（昭和20年）8月1日の長岡空襲にて瞽女屋が焼失、瞽女1名が焼死する事態となって以降、更なる衰退の道を辿った。1964年（昭和39年）10月、最後の「山本ごい」であった「マス」と呼ばれた瞽女頭の死去により、長岡の瞽女組織は崩壊したとされる。
高田瞽女は越後旧・高田市（現・上越市の旧・高田市域）を中心として活動を行ってきた。高田瞽女は、親方（師匠）が家を構え、弟子を養女にして自分の家で養っていった。親方はヤモチ（屋持）と呼ばれ、明治の末に17軒、昭和の初期に15軒となり、これらの親方が座をつくり、いちばん修業年数の多い親方が「座元」となり、高田瞽女たちを統率していった。高田瞽女は1624年（寛永元年）高田藩主だった松平光長が越前北庄藩から移封する際には、川口村の本寺が高田瞽女を統括しており、1742年（寛保2年）には名替瞽女（名を替えて一人立ちした瞽女）16人、小瞽女（修行中の弟子瞽女）4人、他に座本が存在し、1814年（文化11年）には瞽女56人が10ヶ所の町内に分かれて居住していた。当道座の支配下の元、『高田瞽女仲間』と称する組織を持っていたが、制約などはなく、自治的な支配体制であったとされ、藩による政策的な保護や屋敷地の提供などは行われなかった。維新後の1901年（明治34年）には97人となっており、明治時代の親方家は15～19の平均17軒で推移していた。以降は衰退の道を辿り、1922年（大正11年）には15軒と44人、1933年（昭和8年）には23人となり、太平洋戦争中に下記の3人を残して大半は廃業し、1964年（昭和39年）の秋を最後に旅回りの巡業も途絶えたという。
日清戦争の前後から始まった政府の人口増加政策によって、盲目者が按摩などの瞽女以外の職に就けるようになったことで、瞽女たちも結婚による安定生活を図る者が現れたが、パートナーが障がい者の場合は長旅での巡業ができないため、細々と地回りを行うケースが大半だったものの、道中の介助者が不可欠なため、労力に収入が見合わず、町場や湯治場に住み着く者や、按摩に転職する者も多く、離婚率も高ったという。
昭和30年代、高度経済成長を続ける日本で、瞽女とその芸能は衰退していった。そんな中、杉本キクイ（別名：杉本ハル）は、杉本（旧姓五十嵐）シズ、難波コトミの2人の弟子を抱えて、それでも昔の唄を聞いてやろうという村々を頼りに細々と旅を続けていった。キクイは、若い頃から下の者の面倒をよくみて慕われ、組の親方達にも信頼される聡明なしっかりした人柄で、たくさんの瞽女唄を記憶している優れた瞽女であった。1970年（昭和45年）、杉本キクイは、国の記録作成等の措置を講ずべき無形文化財「瞽女唄」の保持者に認定されている。
昭和52年（1977年）の初夏に、長岡瞽女で岩田組の中静ミサオと金子セキが盲老人ホーム「胎内やすらぎの家」へ入所したことで、旅稼業を行う瞽女は姿を消したとされる。
現在は、高田系瞽女では小竹勇生山（こたけ ゆうざん）・小竹栄子・月岡祐紀子（つきおか ゆきこ）らが、長岡系瞽女では竹下玲子・萱森直子（かやもり なおこ）らが、その芸を継承し、後世に伝えるべく活動している。

## 由来書
瞽女たちは、自身の職の起源を記した由来書を持つ者が多く、越後一帯の瞽女たちは高田組・土底組・三条組が「式目」、長岡組・御講組が「御条目」、刈羽組が「御縁起」と呼ばれた由来書を持ち、これらは遠く離れた駿府瞽女の由来書と同一系統である。そして刈羽組以外は、末尾に「武州忍領より河越播磨派江伝之者」と記されている。これら由来書は「縁起」「院宣」「式目」の三部で構成されているが、美濃地方の由来書には「院宣」と「式目」が記載されていない。由来書は他に、「初心」「中老」「一老」の官位の内訳と到達年限、遵守すべき掟や追放、年落としなどの罰則を記しているが、実際に履行されていたかは不明である。瞽女の由来書は当道座の由来伝承を参考に製作され史実ではないが、社会的地位の低い瞽女たちの精神的支柱となり、地方によって瞽女は位の高い存在とされて、芸者には許可されない足袋や羽織の着用が認められていた。

### 縁起
越後の由来書には、瞽女の発祥は、嵯峨天皇の姫君の1人である相模宮が盲目で産まれ、下加茂明神が末世の盲人を憂いて姫君に宿ったものであるとして、姫君が7歳の時に、夢枕に紀伊国那智山如意輪観音が現れ、諸芸を本として世渡りし、盲人の司となるべしとのお告げがあり、各国府の姫君を召喚して「ミヤウクワン」「カシワ」「クニケハリマ（或いはハリマ）」「ゴゼン」「ヲミノ」と呼ばれる5派の弟子を養成したとあり、庄屋への宿泊や、金銭や穀物を稼ぎとして受け取ることは、嵯峨天皇の勅定によるものであるとしている。
美濃国東濃地方の由来書には、嵯峨天皇の姫君が盲目で産まれ、京内外の盲女に官位を授けて侍妾にしたことで、各地の盲女が伝手を求めて弟子となり官位を授かるようになる。彼女たちは姫君の御前を勤める者であるため「御前衆」と呼ばれ、瞽女の由来であるとしている。
同じく美濃国の1派である「権現派」の由来書には、洲原神社の社宰官だった女性が盲目となり、「権現派の御前」を称したことに由来すると書かれている。
刈羽瞽女の縁起には唯一、服装や所持品についての細かい規定が記載されている。

## 呼称
地方によって瞽女の呼び方は異なるが、何れも呼び捨てにはされず、座頭と同じく特殊職能者の位置づけだった。
- 新潟県栃尾市（現長岡市）から新潟県三条市以南「ゴゼンボウサ」
- 新潟県三条市、新潟県長岡市、新潟県南魚沼郡、新潟県柏崎市「ゴゼンボウ」
- 新潟県南蒲原郡下田村大江、新潟県東頸城郡「ゴゼン」「ゴゼボウ」
- 新潟県中蒲原郡亀田町 (新潟県)「ゴゼンドン」
- 新潟県岩船郡、新潟県北蒲原郡、新潟県新発田市、新潟県東蒲原郡上川村 (新潟県東蒲原郡)室谷、新潟県東頸城郡、福島県河沼郡地方、山形県西置賜郡小国町 (山形県)五味沢「ゴゼンサ」「ゴゼサ」
- 山形県米沢地方、群馬県北橘村「ゴゼサマ」
- 福島県只見川上流地域（南山御蔵入領、金山谷）「ゴゼノボウ」

### 相互間の呼称

#### 長岡瞽女
「オゴイサマ」「大親方」「オッカサマ」（瞽女頭）、「アネサ」（師匠から独立した瞽女）（姉弟子）、「お師匠様」（師匠）、「オバサ」「オカカ（嬶）」（年老いた姉弟子）、「ネエサン」（若い姉弟子）、「～サ」（姉弟子を呼ぶ時の敬称）、「オ～」（名前が2文字の妹弟子を呼ぶ時の敬称、3文字には不使用）。

## 服装
各地の瞽女組織には服装の規定や禁制があり、長岡瞽女は入門すると、縞柄の着物と帯、木綿縞の前掛けを着用し、人並みに唄えるようになると絣の着物が着用可となり、昼は縞帯と加茂縞の前掛け、夜の座敷や宿唄の場では化学繊維や更紗の着物に加茂縞の半幅帯を締めた染め絣の前掛け姿となった。なお、半襟で模様入りの衣服は着用が禁止されていたが、独立後は、銘山、繻子、唐縮緬、紬などの絹物や毛織物の着用が認められた。但し巡業では、親方であっても縞柄の着物と帯、前掛けの姿で旅をしなければならなかった。また修行時代の衣服については、姉弟子の御下がりを仕立て直した物を着せられることが多かった。服装に関しての規定は、瞽女組織が崩壊して規定が緩やかになった時代でも、比較的守られることが多かった。また、内弟子に関しては、師匠から支給される夜用の座敷着が、夏季と冬季で決められており、夏は「単物」「下着」「腰巻」「甲かけ」「帯」「前掛け」。冬は「綿入れ」「薄い綿入り下着」「帯」「甲かけ」「前掛け」がそれぞれ一式与えられた。

## 髪形
弟子の期間中である12歳頃までは、「桃割れ」もしくは「銀杏返し」で、髪飾りは木製の櫛、髪を結わえる際は麻糸（イドソ）が用いられた。稽古をつけて三味線や唄ができるようになる15～16歳頃には「びんとり髷」や「銀杏返し」、独立したり弟子をとるようになると「丸髷」や「島田髷」となってお歯黒を染めた。但し瞽女組織が機能していた当時、「丸髷」は既婚者の象徴で、独身者はよく間違われた。

## 道具
瞽女が使用する杖はズミやカシ製で、長さは5尺2寸（約157.6㎝）と定められていた。ズミ製は弾力があり、細くても折れない優れものだったが、材質は自由に選べず、弟子はカシ製、唄えるようになればズミ製を使用できた。なお、弟子になったばかりの頃は竹製を使用することもあったが、青竹は忌み的な側面から禁止され、同じく石突のような金具を瞽女の杖に装着することも禁じられた。また杖を新調する場合、弁天様にお供えするとケガやミスをすることがないと信じられ、妙音講の際に弁財天へ供えてから使用することが多かった。遠方からの旅巡業を終えると、三味線や杖を磨いた後、弁財天に供えて拝むというジンクスも行われていた。弁財天の加護には他にも、「山中での蛇害を防ぐ」「疫病が流行る村を知らずに通っても発病しない」などがあったとされ、瞽女を迎える村の人々も、これらの加護に肖ろうと期待する者もいたという。この瞽女の杖への霊力信仰には、当道が持つ価値観の影響が強くあったとされる。
三味線は三つ折りの中棹タイプを用い、胴皮は外回りが多い年は、年に2回ほど張替えを必要とした。胴皮の材質は犬皮が一般的だったが、紙張りを使うケースもあり、その際は湿気防止に焼いたトウガラシを入れた。紙張りの胴皮は犬皮より音色は少し落ちるが、比較的長持ちしたという。長岡瞽女が用いる紙張りの三味線は、刈羽郡小国町の山野田や三桶、苔野島から産出された紙が使用された。なお、折らない場合は袋に入れて、手引きをする者について携帯した。独立すると鼈甲や象牙の撥を使用できたが、群馬地方へ冬に旅営業する場合は鼈甲製は凍るので使われなかった。また、重い撥を好む瞽女は鉛入りの物を用いたという。三味線の駒には竹が使用され、糸は太糸派と細糸派に好みが分かれていた。三味線の最も低く太い糸である「一の糸」が切れると、それだけ稼いだ証とされて、弁財天に御神酒を捧げた上で、その御神酒を飲んで唄い祝いを行ったが、祝う余裕のない時は、営業中の村に集う子供たちに菓子を与えるなどして、祝意を表したという。雨天などで三味線が使えない場合は、打楽器の四つ竹を用いることがあり、竹を指より少し長い程度に4本切り、両手の親指と人差し指に嵌め、拍子を取って唄ったとされる。

## 符牒
瞽女組織は、社会からの疎外感や仲間意識の強化のために隠語である符牒を用いることがあったが、新津以北の瞽女組織が80年代の調査段階で既に崩壊しており、採録されなかったものも多い。また隠語辞典などに掲載された言葉と重複しているものは少なく、仲間内で使う目的で作られた。言葉の共通性の違いから、高田と長岡の瞽女組織の間に相互交流がなかったことが判明している。

### 長岡瞽女
括弧なしは「四郎丸組」「加茂市樋口フミ組」共通。
| 標準語                     | 符牒                                                                                                   |
| -------------------------- | --- |
| 金                         | 「コネ」（四郎丸組）、「タロ」（加茂市樋口フミ組）                                                     |
| 米                         | 「サメ」、「シャリ」（加茂市樋口フミ組）                                                               |
| うどん・素麺               | 「ホソミツ」                                                                                           |
| 飯                         | 「モク」                                                                                               |
| 冷飯                       | 「ヒヤモク」                                                                                           |
| 赤飯                       | 「ワラカモク」                                                                                         |
| 酒                         | 「ザラ」                                                                                               |
| 餅を焼く                   | 「カジヒヤク」（加茂市樋口フミ組）                                                                     |
| 食べる                     | 「ホル」                                                                                               |
| 飯を食べる                 | 「モクホル」                                                                                           |
| 飲む                       | 「ミノル」                                                                                             |
| 腹が減った                 | 「ラッパスウジタ」（四郎丸組）、「ナガレンジャクユルンダ」（加茂市樋口フミ組）                         |
| 空腹なら食べてこい         | 「マメシメ、ホドイテコイヤ」（四郎丸組）、「ナガレンジャクユルンダラシメテコイヤ」（加茂市樋口フミ組） |
| 泊まる                     | 「マツル」                                                                                             |
| 良い家                     | 「サイサライホヤ」                                                                                     |
| 悪い家                     | 「ヒライホヤ」、「ヒラゴヤ」（加茂市樋口フミ組）                                                       |
| 悪いとこ泊まって来た       | 「ヒライホヤマツッテキタ」                                                                             |
| 汚い、不味い               | 「ヒライ」                                                                                             |
| 小さい                     | 「チヂコイ」                                                                                           |
| たくさん                   | 「サギナイ」（加茂市樋口フミ組）                                                                       |
| 亭主                       | 「カンドウ」                                                                                           |
| かかあ                     | 「カラカ」                                                                                             |
| 娘                         | 「スルメ」                                                                                             |
| 嫁                         | 「メレ」                                                                                               |
| 女性の年寄り               | 「ヒキバ」                                                                                             |
| 男性の年寄り               | 「ヒキジ」                                                                                             |
| 隣の主人はいたか？         | 「ナトリノカンドウハッテタカ？」（四郎丸組）                                                           |
| 金銭の分配                 | 「フクロワケ」（加茂市樋口フミ組）                                                                     |
| 門付しながら歩くこと       | 「サワグ」（加茂市樋口フミ組）                                                                         |
| 水                         | 「ズルミ」（加茂市樋口フミ組）                                                                         |
| 水を飲む                   | 「ズルミミノル」（加茂市樋口フミ組）                                                                   |
| 弁当の量が少ないこと       | 「トンボハネガミジカイ」（越路町岩田組）                                                               |
| 惣菜の量が少ないこと       | 「サイハヤラン」（越路町岩田組）                                                                       |
| 畳がないこと               | 「オタミサンルスダ」（越路町岩田組）                                                                   |
| 風呂がないこと             | 「ドウハチ（組近くにあった風呂屋の名前）ガルスダ」（越路町岩田組）                                     |
| 米や金銭の施しが少ないこと | 「手が悪い」（越路町岩田組）                                                                           |

### 高田瞽女
「隠語辞典」等には見られない独自の言葉で構成されている。
| 標準語 | 符牒       |
| ------ | ---------- |
| 金     | 「ネコ」   |
| 村     | 「ラム」   |
| 1つ    | 「ツトウ」 |
| 町     | 「チイマ」 |
| 米     | 「サベリ」 |

## 組織形態
基本は、音曲を伝授する「師匠」と伝受する「弟子」の2世代集団であるが、その形態は師弟単一の場合と複数の師弟が組として集合している場合とがある。
越後地方の瞽女組織に関しては、居住形態は「都市（集合）型」と「村里（在住）型」に分かれ、管理方式は「座本制」「家元制」「頭屋制」の3つに分かれている。組の呼び名は「浜瞽女」「山瞽女」などがあるが、大概は師匠の居住地を冠した呼び名が多かった。また地理的要因から長岡組は「上組」「上側組」「上方組」と呼ばれ、長岡組以外の南域で活動する新発田瞽女などの組は対比して「下組」「下側組」「下方組」と呼ばれたが厳密ではなく、瞽女によって分類の認識は様々であった。
新潟県白根市一帯を拠点としていた村里型の「新飯田（にいだ）組」は、毎年1回「瞽女御講（妙音講）」を行うことから「御講組」と呼ばれ、仲間内の弟子の家を入門順の当番としての会合場所とし、当番者である弟子とその師匠は、本尊への歌の奉納を行い、翌日、翌年の当番者である弟子と師匠に受け渡しを行うという「頭屋制」の変型の組織運営を行っていたが、組織の統制は緩やかなもので、体罰の類はなかったとされる。。
刈羽瞽女は「村里型」だったが、瞽女屋や瞽女頭は持たず、親方衆や年寄り衆の合議制による組織運営が行われた。

### 座本制
高田瞽女が採用。弟子が家持（やもち）の師匠（親方）の養女となって音曲の伝授を受ける方式。口米や稽古代が不要で、師匠が未習得の段物を習う場合も、他の師匠に無料で習うことが出来た。家持師匠の家は複数の軒を連ねて組を形成するが、組頭は存在しない。組は相性の良い師匠同士で組む。本家と分家の関係を持ち、師匠（本家）と弟子（分家）の家持瞽女で形成される。最年長の師匠は座本となり、師匠と座本を兼任した。座本は「式目」とそれを納めた「ジョウバコ」を保管した。

### 家元制
長岡瞽女が採用。「村里型」の居住形態を採る。組織内で特定のリーダーを推挙で指定する方式。長岡に存在した瞽女屋を管理棟として名跡である「山本ごい」が総元締めの大親方となっていた。配下の瞽女は長岡の町外で居住し、組編成を行った上で各々の師匠である組頭が「山本ごい」と繋がりを持った。「山本ごい」が亡くなると組頭で集まりを持ち、協議の上で新たな「山本ごい」を選定し、選出者は長岡の瞽女屋に居住した。組頭の師匠たちが育てた弟子は、独立すると生家や他家に居住して弟子を取ることが出来るようになり、組頭が亡くなるとその組は自動的に解散し、弟子たちが新たな組を編成して「山本ごい」と繋がるという世代交代の流れが作られていた。これによって、組所属の入門者は全て長岡の瞽女屋に登録される管理体制が敷かれていたとされる。

### 頭屋制
信州飯田組や新飯田組が採用。仲間内で主催者を毎年の輪番制で交代させて管理する方式。

## 組織運営
仲間内の代表が定期で集まる「寄合い」を統制機能の要として、巡業の取り決めや各組の縄張り間の調整を協議の最優先とし、他に弟子たちの統制に纏わる事柄などについての協議を行ったとされる。

### 長岡組
規約により、毎年の4月に妙音講と併催して通常総会を、8月と11月に臨時総会を行っていた。また10月20日から2、3日をかけて親方（師匠）衆の定例会である「身上分け（シンショウワケ）」が行われ、主題の会計、春の妙音講と巡業の日程調整、登録されている瞽女たちへの賞罰裁定などが議題に挙げられて、組織内の連絡調整と体制強化が行われた。身上分けについては代理出席が認められなかったという。また、身上分けに出席する師匠の弟子は、師匠の出席日に巡業先から会場の瞽女屋に組ごと戻って稼ぎを師匠に渡し、また巡業に戻るケースもあったという。
瞽女頭の力は強く、各組の師匠（親方）は、正月と盆時には瞽女頭が住む瞽女屋に持参金持ちで挨拶を行い、巡業中は月一で近況の報告、長距離の巡業の際は、終了後、必ず瞽女屋を訪れて瞽女頭に挨拶をするのが通例だった。

### 高田組
規約により、1月、5月、8月が定例会であり、1月と8月の会合は「大寄合い」と呼ばれ、家持の師匠たちが座本の家で会合を行い、主に巡業先の選定などを決めていたという。会合については事故等の突発的な事情による代理出席が認められていた。また、明治の規約改正では、会合を無断欠席した場合は違約金50銭を徴収する決まりが定められた。

## 師弟関係
瞽女の師弟制度は、長岡瞽女が弟子を「子供」と呼んだように、疑似的な年功序列による親子関係を構築し、弟子同士は姉妹として関係を結んだ。師匠は弟子に芸を授けると共に、老齢になると巡業の縄張りを弟子に譲った。弟子は師匠存命の間は、稼ぎの一部を納め、季節ごとの行事には物品の贈呈による挨拶を交わすなど、親子関係の確認と忠勤に務めたとされる。弟子は入門してからの修行年数で上下が決まり、姉弟子には絶対服従が鉄則で、呼称や服装、髪形、入浴や座わる順番、荷物の置場や食事の箸をとる順番まで、厳しい決まりごとがあった。。
基本的には弟子の移動は禁止され、違反した場合、謝り金や縁切り金が発生して警察沙汰になった。弟子の引き抜きや逃散は瞽女組織が崩壊するまで、どの組でも発生していた。
入門時期は幼いほど良いとされ、初潮を迎えた後に弟子となると、技能を満足に修得できないとして、一つの目安とされた。また健常者は集中力に欠けて上達しないという風潮があった。弟子となる手段には、近隣に住む有力な師匠につく場合が多かったが、瞽女自身が、滞在する泊まり宿を通じて、弟子を求人する場合もあった。

### 稽古
年季（修行）期間は高田組や土底組は約10年。刈羽組（1年の礼奉公を含む）や長岡組、三条組は21年（満20年）。新飯田組や阿賀北の瞽女は18年と、一般の職人修行より長い期間を要した。身障者であることに加え、芸能という特殊技能ゆえに習得する音曲数が多かったためだが、後に三条組は10年、新発田の瞽女は10～12年と、次第に短縮されて行った。この年季の期間は飽くまで「原則」であり、修行態度の良し悪しによって短縮や延長の措置が、師匠の裁量で行われた。また、親元が特別金を納めることで期間を短縮してもらう事例もあった。何れの場合でも師匠への勤めとして、弟子は正月や盆、各節供には祝儀を持参する決まりとなっていた。

#### 長岡組
個別の稽古による芸風の差異を無くすため、個別指導が禁止され、冬の時期に弟子たちを集めて瞽女唄の集団教習が行われた。「内弟子として師匠宅へ住み込む」「冬季の修業期間のみ師匠宅へ滞在」「期間を設けての通い」「20日～1ヶ月の冬季限定で師匠が弟子宅へ泊まり込み出稽古」などの修行スタイルがあり、多くは師匠が弟子宅に泊まり込んで教えるパターンだった。また、内弟子以外の形態は稽古代として親元から口米が支給され、口米に関しては、師匠宅に通う場合は、必ず師匠分を含めるのが常で、支給量や額は契約時に決定された。
内弟子には、師匠が生活費を含めて全額負担する場合と、弟子が扶持米や稽古代を負担する場合とがあり、師匠が全負担した場合は、小遣い程度しか弟子に支給しない代わりに、独立後に弟子が稼ぎを分け前として師匠に差し出す必要がなかった。一方、扶持米や金銭を弟子が負担する場合、修行中も一人前として組の稼ぎの分配を平等に受けられ、1割を師匠に差し出すことで自分の稼ぎに出来たが、独立後も稼ぎの1割を師匠に差し出さねばならなかった。
出稽古の場合は、毎年の11月から12月、年明けの1月から2月にかけて師匠が弟子の元を訪れ、10日～20日間、もしくは1ヶ月をかけて稽古をつけた。稽古は毎日朝9時から夕方までで、夜間は行わなかった。最初は三味線の弾き方と並行して、各作品の段を口伝で10言ほどずつ習い、師匠が毎回稽古を終えて帰宅の際は、礼金や米・赤飯・御萩などを謝礼として包んだ。

#### 高田組
弟子を取る際、証文を交わす場合と口約束のみの場合があった。入門祝いの日から年季の期間がカウントされ、健常者の弟子は結婚で引退する割合が高く、盲目者より3年ほど入門祝いを延ばす傾向があった。
7年目になると「名替え」が師匠宅であり、入門当時の芸名から出世名に変更されたが、瞽女の人生を左右する重要な式典のため、一般社会で行われる婚礼儀式と同じ形式で行われ、「祝言」とも呼ばれた。座本や師匠である親方衆を筆頭に、瞽女たちが修行年数順に並び、「名替え」をする瞽女の近親者や来客者たちが末席に座った。招待された来客者は御祝儀である式銭を持参する習わしだった。日露戦争が始まる前までは、「名替え」の当人は島田髷を結い、実家が誂えた紋付を着て、迎えの者を寄越した。師匠と三三九度の盃を交わした後、座本から座順に「名替え」の当人が酒を注いで回った。親方衆は、それぞれ得意な唄を披露して祝意を表し、お開きの前は祝歌である「春の日あし」を歌うのが通例だった。式典の翌日には近隣住民を招いたという。この「名替え」を済ませると本曲という資格を有し、一人前の瞽女として扱われた。「名替え」から3年、弟子入りから10年経つと、弟子を持つことが許された。この頃になると、丸髷を結ってお歯黒をつけ、朋輩から「あねさん」と呼ばれ、自分より後に入門した他家の瞽女を呼び捨てにできた。

#### 土底組
高田組に系統は近かったが、入門時には瞽女名を与えるのみで祝い事の類は行わず、一人前になった際に「名替え」をして芸名を変更し、「名替え」した瞽女の実家もしくは高田市上稲田にあった佐野家にて「名ぶるまい」を行ったという。

#### その他
- 三条組は長岡組と同様に「名づけ」の文化があった[57]。
- 中魚沼郡の瞽女は長岡組の系統だったが、「名づけ」を高田組系統である土底組の「名替え」に相当する「名ぶるまい」に近い「ナブルメー」と呼んだ[58]。
- 新飯田組や阿賀北地域の瞽女は、入門時に芸名が与えられたが、赤飯一櫃と酒一升、祝儀一品を持参するのが通例だった[57]。
- 新発田の瞽女界隈では、芸名は「瞽女名」の他に「三味名（しゃみな）」とも呼ばれていた[57]。
- 長岡系の岩田組では、稽古中の修行期間であっても、旅営業に同行すると稼ぎは平等に分配された[59]。

## 規律

### 入門
座として組織化された高田組以外は、入門時に「入門祝い」をした後、修業期間を満たした時に一人前として行う「年明け振舞い」以外は式典の類は行わず、資格の付与もなかった。また瞽女組織が機能しなくなる戦後の末期には、入門時に芸名である瞽女名は与えられず、与えた際の祝い事も催さなくなった。

#### 長岡組
「入門願差入証」と呼ばれる証明書を取るよう規約で定められていた。1893年（明治31年）に『大工町瞽女組合』から『中越瞽女矯風会』に組織再編を行うまでは、健常者の瞽女も会員として認められていたが、再編後は原則として盲目者のみ入門を認めるよう規約の改定が行われた。しかし実際は、巡業などで盲目である瞽女の介助を行う健常者の瞽女が不可欠であり、その数は多かったという。
入門すると芸名を与えられる「名づけ」が行われ、師匠宅や入門者の実家で開催された。まず弁財天に御神酒を捧げて参拝し、その後に御下がりとして御神酒を皆に振る舞った。酒の肴は豆腐汁や油揚げ汁など質素なもので、師匠宅で行う場合は米や赤飯（1櫃）、酒を持参し、入門者の実家で開催する場合は、師匠に金一封を祝儀として包んだ。新弟子が親なしや貰い子の場合は、菓子を購入して弁財天に1度供え、後で御下がりとして近隣の子どもに分け与えた。芸名である瞽女名は師匠が替われると必然的に新しく変更された。

#### 高田組
「年季証明書」と呼ばれる証明書を取るよう規約で定められていた。盲目でない健常者の入門が認められていたが、多くが修行中に嫁入りしたり、芸者や娼妓、女中に転職することが多かったという。
家持の師匠に弟子入りすると入門祝いが行われ、新弟子は赤飯や酒などの祝いの品を持参して挨拶に回った。さらに入門から3年経つと師匠から「3年目の祝い」があり、赤飯を炊いて他の師匠たちへ配った。

### 退会

#### 長岡組
「退会願差入約定証」を受け取ることが規約で定められ、他に師匠に対しての恩金、三味線の納付、会に損害を与えた場合は、弁金（弁済金）の支払いと三味線の不使用を誓約されたが、掟破りをした場合は更なる罰則が設けられた。

### 男女関係
最も瞽女組織が神経を尖らせたのが、男女関係であり、座頭の妻になること、男性と性的関係を結んだり結婚したりすることが判明した場合は問答無用で追放された。これは禁足事項とするほど、これらの事柄が既成事実として横行していたことの表れでもある。運営が行き詰った瞽女組織でも、男女関係については最期まで厳しいままだったという。

#### 長岡組
男女関係が判明すると組織を追い出され、フリーの瞽女となるか転職を余儀なくされたが、献金（あやまり金）を行うことで男性関係を継続できる組も存在した。弟子身分の瞽女は単独で酒席には出席できず、仮に許可された場合も、男性に酌をしたり、盃の返盃を受けることは禁止され、帰宅後は師匠（親方）に宴席の状況を逐一報告する義務があった。運営末期になると、男性関係を続けながら年落とし（独立に必要な修行年数をゼロに戻す）や献金をすることで修行を続けた瞽女も出現している。また結婚後、秘密裏に商売をした瞽女は「バズレ」として蔑視された。

### 収入
稼いだ収入は、師匠と弟子で均等割りするのが慣わしで、唄が未収得な6～7歳の弟子でも、旅営業に参加すれば平等に分配を受けられた。師匠挌は52歳以上の家持ならば、近距離の旅営業に不参加でも平等の分配を貰えたが、越後圏内の瞽女が信州に出向くような遠距離営業の場合は分配はなかった。そのため、生活の苦しい高齢の瞽女が弟子のない他家の養子になる場合もあった。また、実態は芸の習熟度や稽古代の多さ少なさ等、師匠と弟子の関係性によって分配の詳細は異なり、旅営業に不参加の師匠が弟子にノルマを課す場合もあったという。

### 巡業

#### 長岡組
正月から、その年の総会である「妙音講」が開催されるまでは、各組の自由な巡業が許されており、総会にて各組の代表が協議して、巡業先とその編成（クミタテ）を決めていた。この際の編成については、組内全ての瞽女を稼げるよう、ランダムに行われ、編成結果を拒むことは許されなかった。

#### 高田組
家持の師匠と弟子の内々で行うことが禁止されており、所属する異なる組同士が必ず組む決まりになっていたため、巡業する行動圏は限定的であった。

#### 刈羽組
瞽女頭に断りなく他国へ巡業を行った場合、或いは瞽女頭の設定した帰国期限を1日でも逸脱した場合は、修行年数の据え置きや国外追放などのペナルティが課せられた。

### 褒賞

#### 長岡組
何事もなく50歳くらいになると、妙音講の席上、大親方（瞽女頭）から祝儀が贈られ、表彰された者は、内祝いに名前入りの手拭いを配布したり、師匠や先輩、姉妹弟子を招いて祝宴を催すことがあった。

### 処罰
掟破りがあると、各組は寄合を開き、吟味と仕置きを決定した。最も重い刑罰は所払い（追放刑）で、「秘密裏に男と関係する」など重大な造反の場合、「三味線の没収」「下着と腰巻に縄帯を巻く」「青竹の杖を持たせる」という身なりで、半径10里～20里（約40㎞～80㎞）外に追放し、仲間の親方衆や宿にも連絡して除け者にした。追放者はひとり瞽女となったという。追放に該当しない者は、勤めた修行年数を減らす年おとしが行われ、罪状で1年・3年・5年・7年・10年と年数が決められた。年おとしが下されると、年数削減に加え、芸名の変更や謝り金を払う場合もあった。年落としは該当者が姉弟子の場合、妹弟子を目上とする対応を求められたため、年功序列の厳しい瞽女社会では屈辱的な刑罰だった。そのため、修行半ばで縁切り金（手切れ金）を払って辞める者も出た。縁切り金は瞽女を辞める際に必ず請求された。

#### 長岡組
ひとり瞽女は「ハズレゴゼ」「ハズレ」呼ばれて蔑視された。ひとり瞽女の巡業が組に発覚すれば、問答無用で三味線と荷物を没収された。また弟子時代に異性交遊が発覚すると、多額の縁切り金を請求され、青竹を持たせ、伊勢参りと称して親元に送り返した。追放刑に該当しない場合は、髪の毛を切る罰が与えられた。明治時代になると所払いなどの体罰が法律で禁止され、謝り金（謝罪金）と年おとしが処罰の基本とされ、違反をして瞽女を辞める場合は謝り金を払い、退会者は組と絶交して、連絡が必要な場合は事前の許諾が必要となり、規約違反者は三味線や付属の道具類を没収された。年落としは太平洋戦争で瞽女屋が焼失するまで行われた。大正時代の縁切り金の相場は7円（＋三味線返却・3里四方での商売禁止）、自発的な辞職は21円（＋三味線返却・季節の着物を腰巻～帯まで一揃えして納品）で、円満に辞職すれば、元師匠の了解の下、レンタルや新調の三味線を使って商売を再開できた。瞽女屋には仕置場があり、物置の2階にゴザを2枚敷いた押し入れで、師匠に従わない弟子は此処に入れられ、飯を1日程抜かれた。また仕置縄は、御条目の巻物がかけられた柱に結び付けられていたという。

#### 高岡組
所払いの他、掟破りの無断逃走には断髪の措置が、江戸時代には片腕切断などの重い処罰が下された。規約違反をすると、違約金を徴収する決まりとなっていた。また、規約違反者が組に留まる場合、17軒の家へ師匠同伴で謝罪する決まりで、修行の途中で師匠から離れる場合は、テマガネ（養育料）として、米1升とヒマ金20銭を師匠に納める決まりだった（1升＝3、4銭の時代）。明治17年では1円（＋営業用具没収）、明治24年には20円以上（＋除名処分）と値上がりしている。

#### 新飯田組
自ら瞽女を辞める場合は、師匠に三味線と縁切り金を差し出す決まりがあった
。

### その他
- 三味線を瞽女同士で貸し借りした場合、借主は稼ぎの半分を貸主へ支払う決まりがあった[73]。
- 巡業地域に関する噂の流布は混乱を招くため禁止されていた[64]。

## 研究
「瞽女唄（ごぜうた）」は、日本の芸能の主流を成す「語り物」の系統であり、その変遷や発展をの過程を知る上で重要な存在であるが、全て耳承口伝であり、活字化されることはなく、瞽女の社会的地位も極めて低かったため、歌舞伎や文楽、能などの陰に隠れ、実態を記録する調査が長らく行われなかった。越後地域一帯の瞽女について、高田瞽女に関しては、民俗学者の市川信次や洋画家で作家の斎藤真一らの手によって一足早く調査が進められたが、その他の地域の瞽女に関しては少し遅れて、民俗学者の鈴木昭英による広域調査によって初めて、全容の解明がなされている。

## 著名な人物
- 伊平タケ[75]
- 小林ハル
- 杉本キクイ[76]
- 竹下玲子

## 関連文献・解題
- 橋本照嵩、大崎紀夫 編『瞽女―橋本照嵩写真集』のら社、1974年。
1972年3月より約1年間、長岡瞽女(金子セキ・中静ミサオ・手引きの関谷ハナ)の旅に同行した写真記録。門付けの具体的風景がよくわかる。日本写真協会新人賞受賞。
- 佐久間惇一『瞽女の民俗』岩崎美術社〈民俗民芸叢書〉、1983年。 主に中越と下越の瞽女の研究。
- 鈴木昭英『瞽女 - 信仰と芸能』高志書院、1996年。 民俗学による越後瞽女の研究。
- 宮成照子編『瞽女の記憶』、桂書房、1998年 三味線、胡弓の名手として知られた佐藤千代の生涯を綴っている。
- 桐生清次編著『次の世は虫になっても : 最後の瞽女小林ハル口伝』柏樹社、1981年。
  - 桐生清次 編著『最後の瞽女 小林ハルの人生』文芸社、2000年。
「次の世は虫になっても」の改題増補。聞き書きによる小林ハルの伝記。
- ジェラルド・グローマー『瞽女と瞽女唄の研究』（研究篇・史料篇）、名古屋大学出版会、2007年
研究篇では文献・聞き書き資料により全国の瞽女の歴史を追い、瞽女唄の旋律の分析、歌詞の形成過程などを考察し、史料篇では中世～近代の膨大な瞽女関係の史料を年表の形で掲載。
- ジェラルド・グローマー『瞽女うた』岩波新書、2014年
- 橋本照嵩『瞽女―アサヒグラフ復刻版』、Zen Foto Gallery、2019年
週刊グラフ誌『アサヒグラフ』より、橋本照嵩が撮影した瞽女の掲載ページを抜粋した復刻版。1970年5月8日号掲載「盲目の歌女・瞽女」と、1973年10月26日号、同11月2日号、同9日号、同16日号連載「瞽女の四季」の計5号分。
- 中山太郎『日本盲人史』昭和書房、1934年。
- 近藤瓶城 編『當道要集』近藤出版部〈改訂 史籍集覧 第27冊〉、1907年。
  - 『當道要集』（近藤瓶城 原編、角田文衛・五来重 編）臨川書店〈新訂増補 史籍集覧 第30冊〉、1967年。
- 谷合 侑（著）、視覚障害者支援総合センター（編）「中世・近世の盲人像 第1回 古代（院政期）における盲人の生活と職業」『視覚障害 : その研究と情報』第63巻、障害者団体定期刊行物協会、1983年1月、45-55頁。
- 谷合 侑（著）、視覚障害者支援総合センター（編）「中世・近世の盲人像 第2回 中世前記（鎌倉～南北朝時代）における盲人の生活と職業」『視覚障害 : その研究と情報』第64巻、障害者団体定期刊行物協会、1983年3月、45-55頁。
- 谷合 侑（著）、視覚障害者支援総合センター（編）「中世・近世の盲人像 第3回 中世（室町前半期）における盲人の生活と職業」『視覚障害 : その研究と情報』第65巻、障害者団体定期刊行物協会、1983年5月、44-57頁。
- 谷合 侑（著）、視覚障害者支援総合センター（編）「中世・近世の盲人像 第4回 中世末期から近世初期にかけての盲人の生活と職業」『視覚障害 : その研究と情報』第66巻、障害者団体定期刊行物協会、1983年9月、39-51頁。
- 谷合 侑（著）、視覚障害者支援総合センター（編）「中世・近世の盲人像 第5回 江戸時代前半期における盲人の生活と職業」『視覚障害 : その研究と情報』第67巻、障害者団体定期刊行物協会、1983年9月、40-51頁。
- 谷合 侑（著）、視覚障害者支援総合センター（編）「中世・近世の盲人像 最終回 中世・近世の盲人像」『視覚障害 : その研究と情報』第68巻、障害者団体定期刊行物協会、1983年11月、38-50頁。
- 京都市立盲唖院 編『盲人社会（当道）の沿革　当道の起源』京都市立盲唖院〈瞽盲社会史〉、1903年。